# Gazania
Genre
Espèce
Gazania (francisé en gazanie) est un genre de plante à fleurs de la famille des Astéracées (ou Composées). Il est formé de dix-huit espèces de plantes originaires d'Afrique du Sud,,.
Très cultivées dans les jardins, les gazanies se sont bien adaptées au climat méditerranéen. L'espèce la plus connue est Gazania rigens (L.) Gaertn., mais il existe plusieurs autres espèces et variétés horticoles.
Le nom générique de la plante est dédié à Théodore de Gaza (1398-1478), qui traduisit en latin les œuvres botaniques du naturaliste grec Théophraste (-371, -288), rédigées en grec.

## Liste des espèces
Le genre Gazania regroupe les espèces connues suivantes,,, :
- Gazania heterochaeta DC.
- Gazania krebsiana Less.
- Gazania linearis (Thunb.) Druce (=Gazania longiscapa DC.)
- Gazania maritima Levyns
- Gazania pinnata Less. (=Gazania spp.)
- Gazania rigens (L.) Gaertn.
- Gazania splendens hort. ex Hend. & A. A. Hend. (=Gazania rigens (L.) Gaertn.)
- .G. lichtensteinii
- Gazania tenuifolia
- Gazania pectinata
- Gazania othonnites
- Gazania ciliaris
- Gazania jurineifolia
- Gazania schenckii
- Gazania caespitosa
- Gazania lanata
- Gazania splendidissima
- Gazania leiopoda
- Gazania serrata
- Gazania rigida

## Description

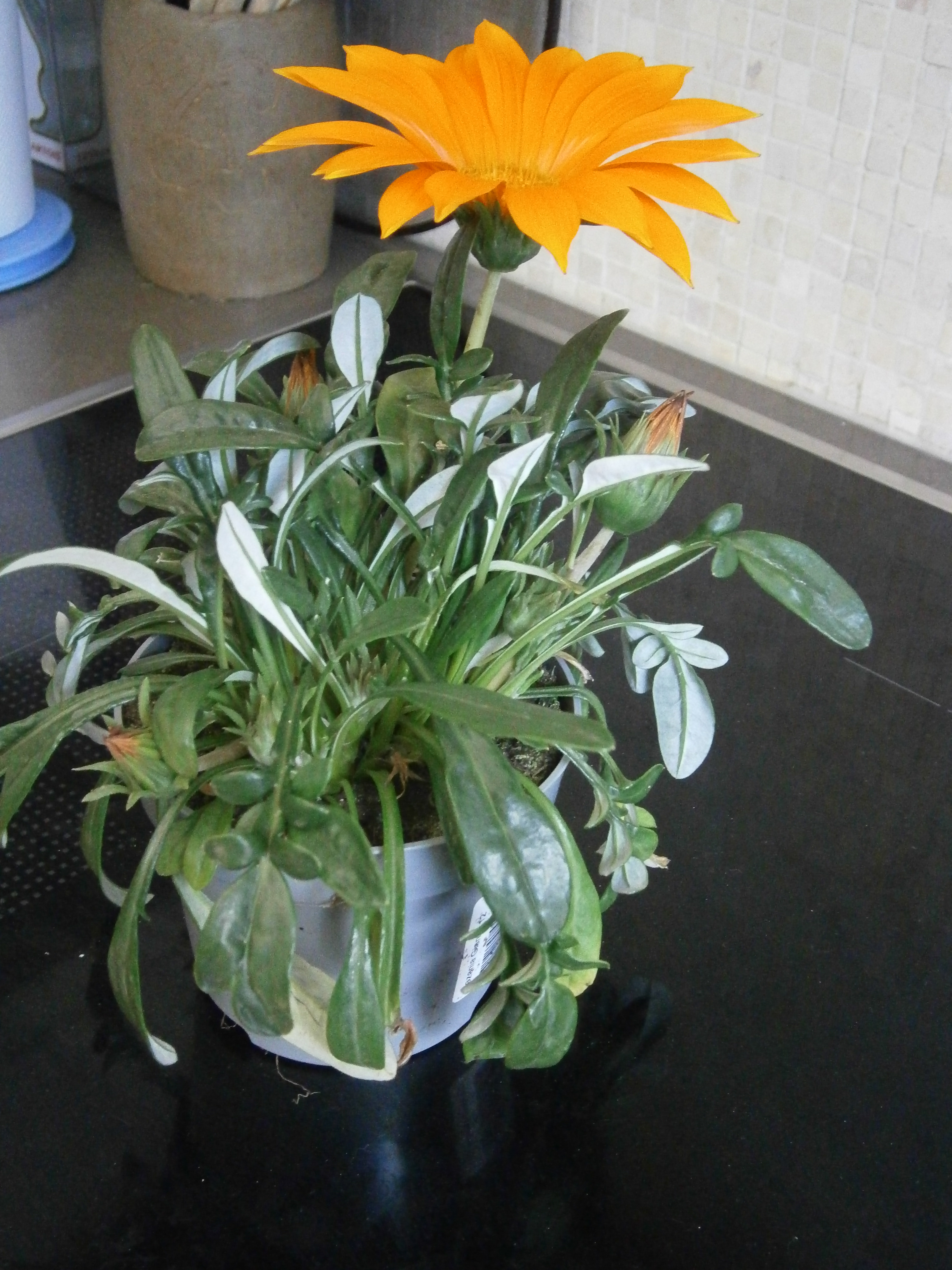
Plante entière.

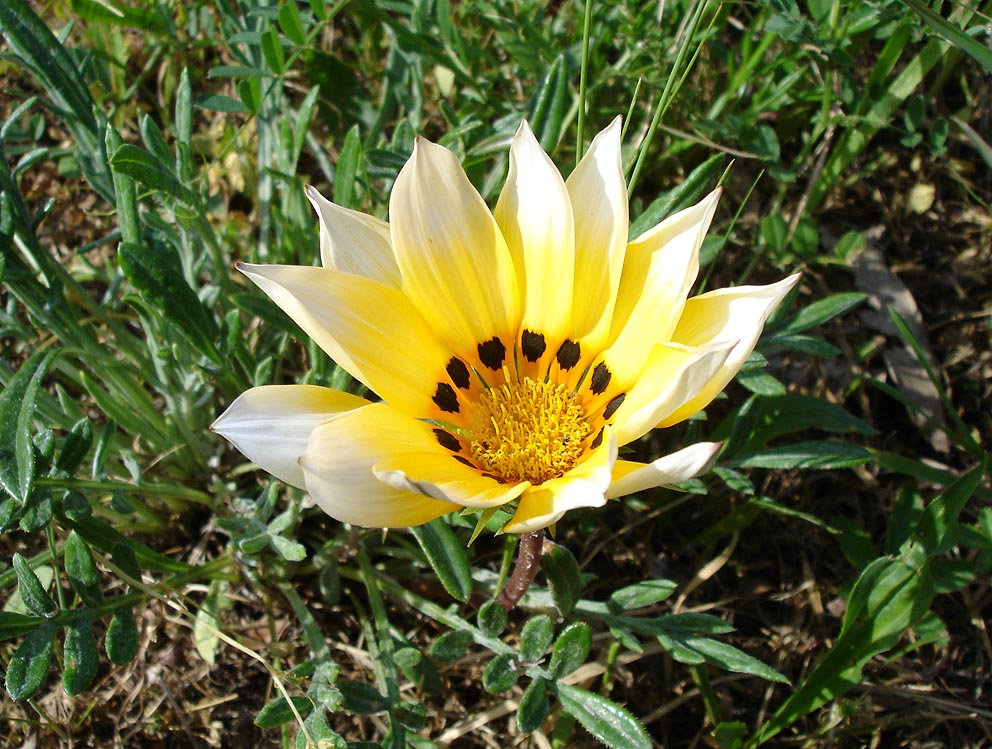
Capitule épanoui.

(Gazania rigens)

### Écologie et habitat
Plante indigène en Afrique du Sud, parfois naturalisée sur les rivages méditerranéens, très cultivée dans les jardins. Assez indifférente à la nature du sol, elle recherche surtout le soleil, ses capitules se fermant lorsqu'elle est à l'ombre ou lorsque le temps est couvert, et s'adapte relativement bien à la sécheresse,,. Floraison de mars à octobre (de juin à octobre pour Gazania splendens), les fleurs étant cependant plus nombreuses et plus grandes au printemps.

### Morphologie générale et végétative
La gazanie est une plante herbacée vivace en Afrique du Sud et dans les régions méditerranéennes, annuelle dans les jardins des régions plus froides. Assez basse, elle dépasse rarement 30 cm. Elle forme des touffes souvent très abondantes. Feuilles toutes basales, nombreuses, étroites et plus ou moins lancéolées, en général entières, parfois pennatilobées. L'avers des feuilles est vert luisant, le revers blanc grisâtre.

### Morphologie florale
Comme toutes les composées, la gazanie fleurit en capitules que l'on prend souvent pour des fleurs simples. Les capitules sont solitaires à l'extrémité de pédoncules dépassant à peine les feuilles. Chaque capitule est formé d'un disque de fleurons tubulés entourés de fleurons périphériques ligulés, dont la couleur est très variable. Les fleurs jaune orangé sont cependant les plus nombreuses, souvent avec des taches noires à la base des ligules.

### Fruit et graines
Le fruit est un akène. il est formé de plusieurs graines.

## Galerie

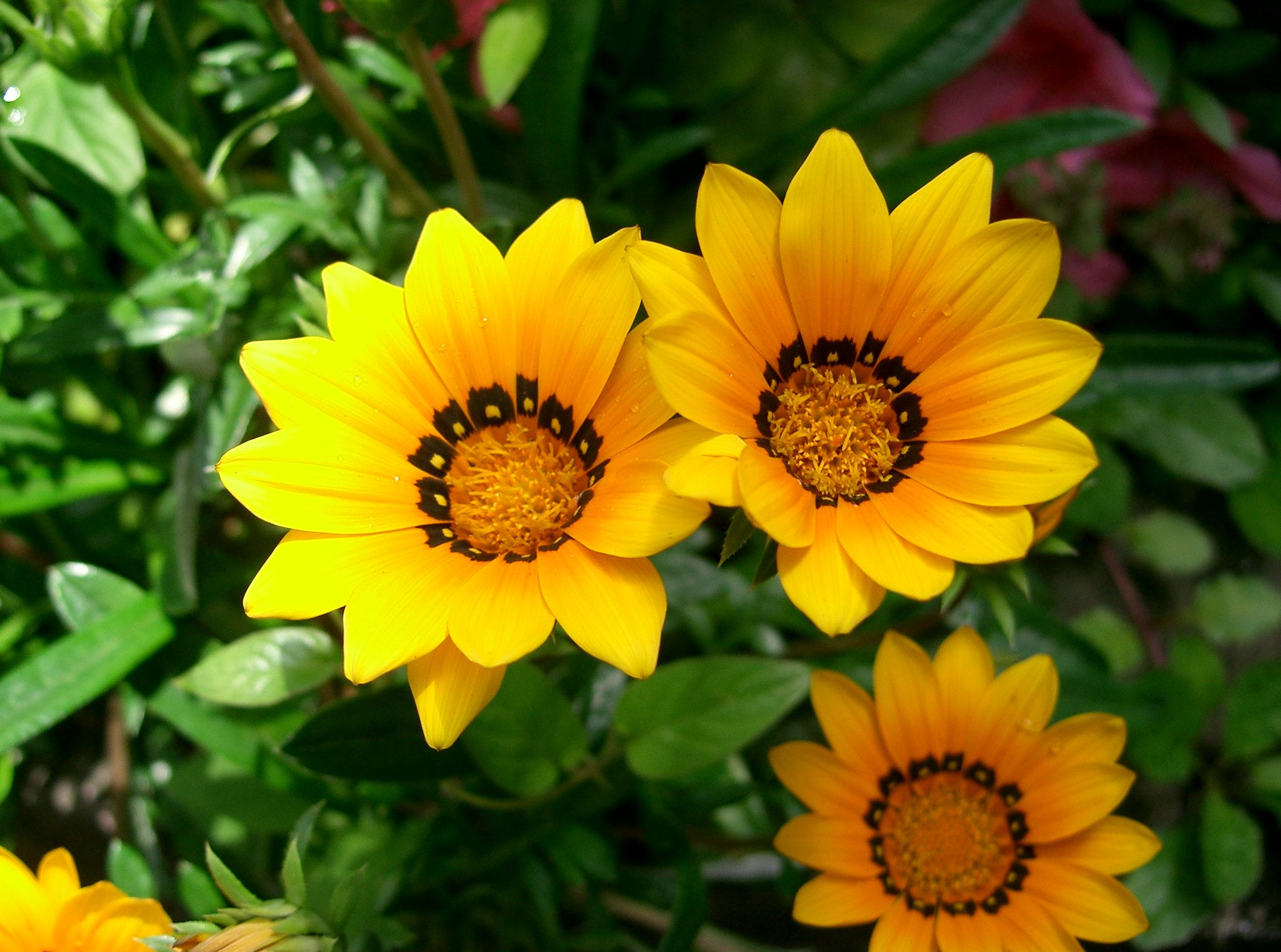
Fleurs de Gazania.
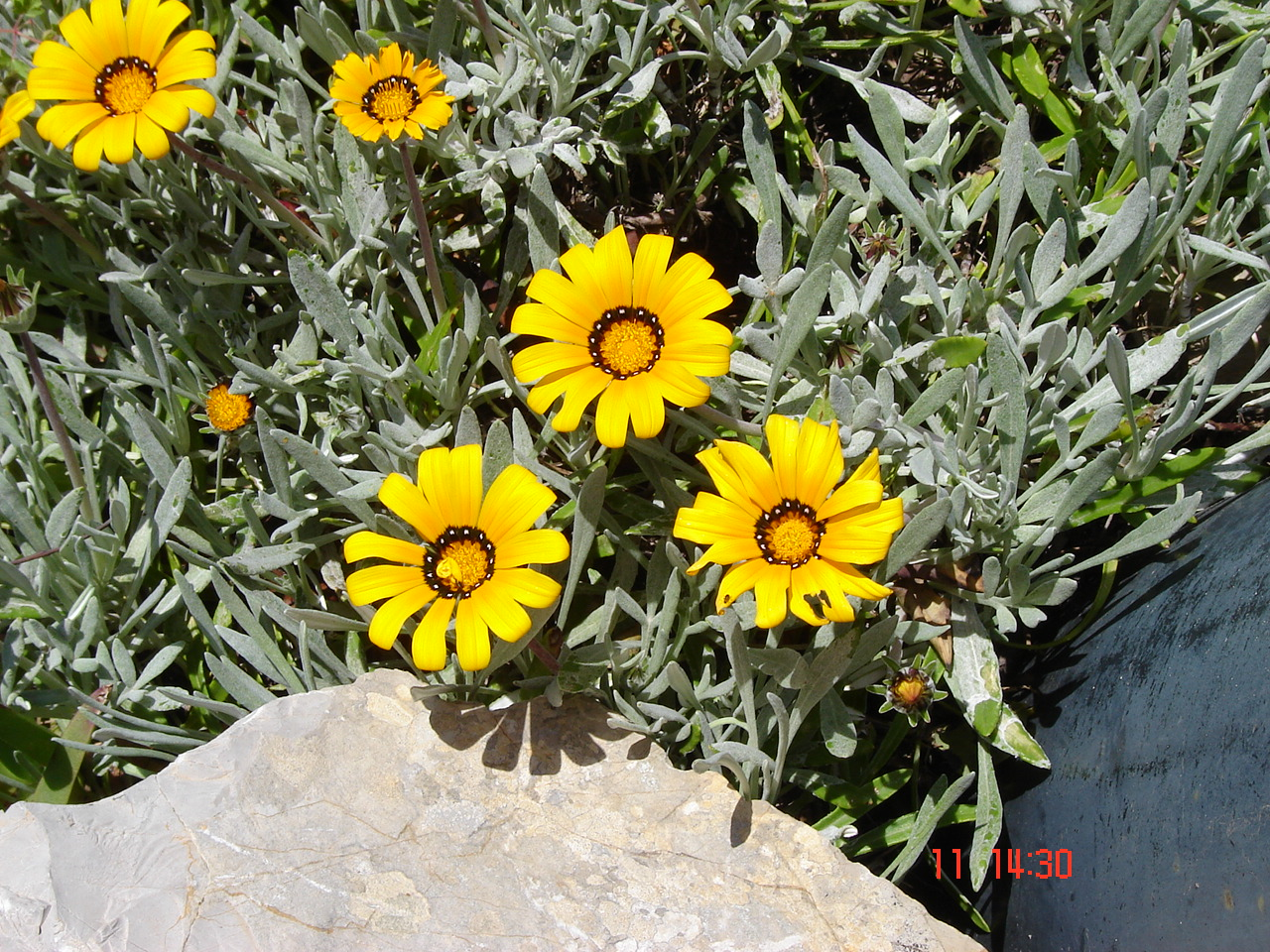
Un pied de Gazania.
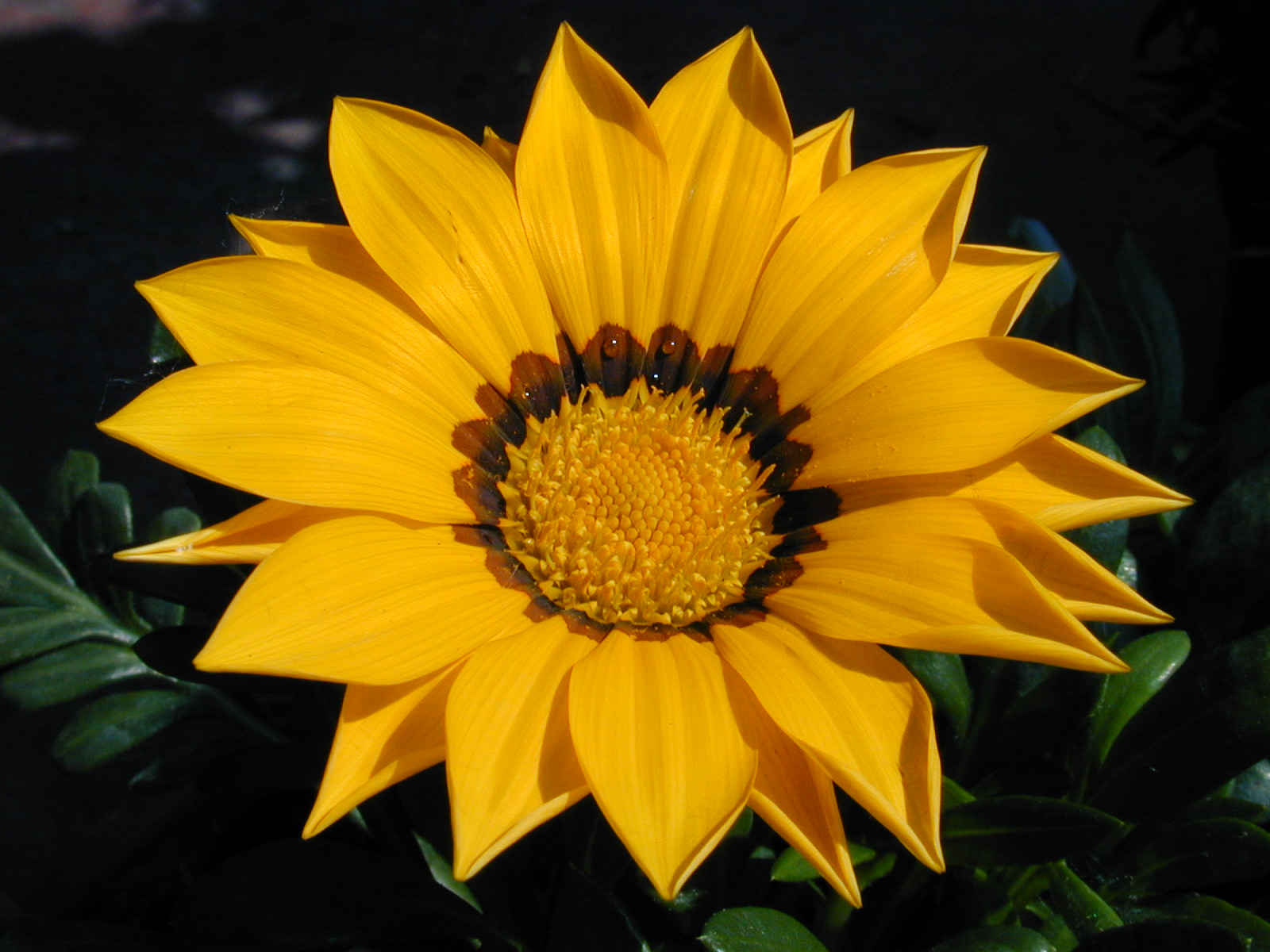
Une fleur de Sunflower.
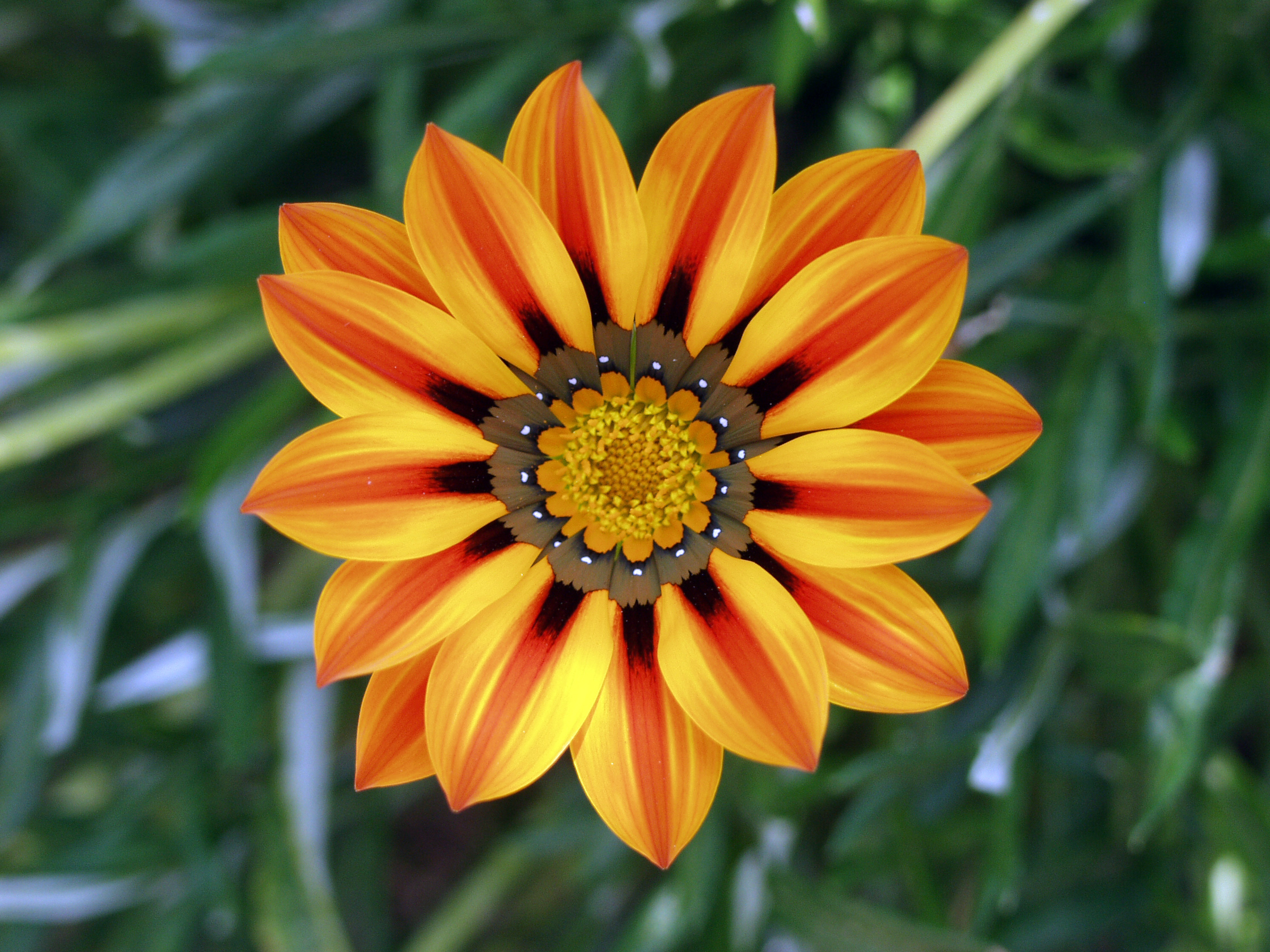
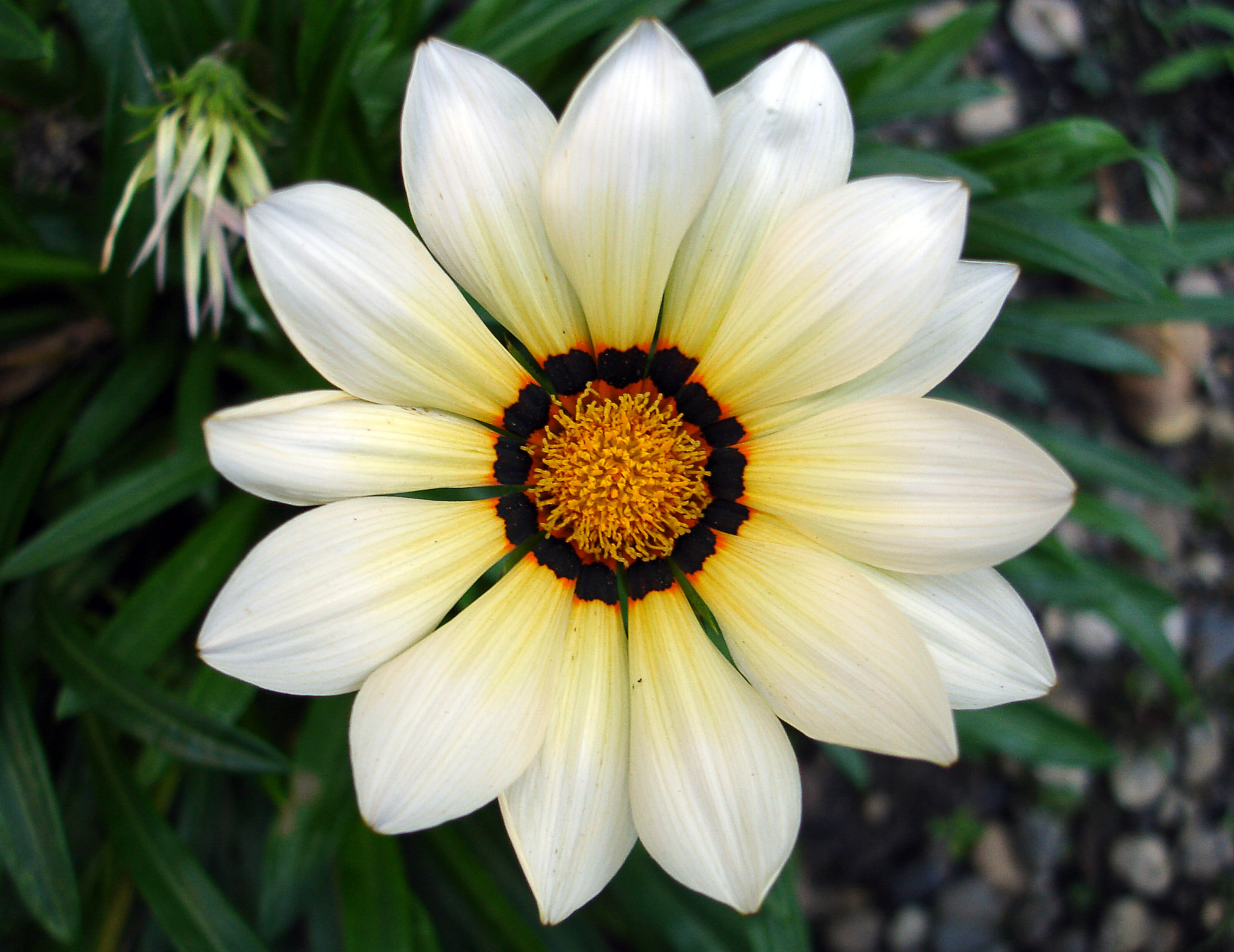
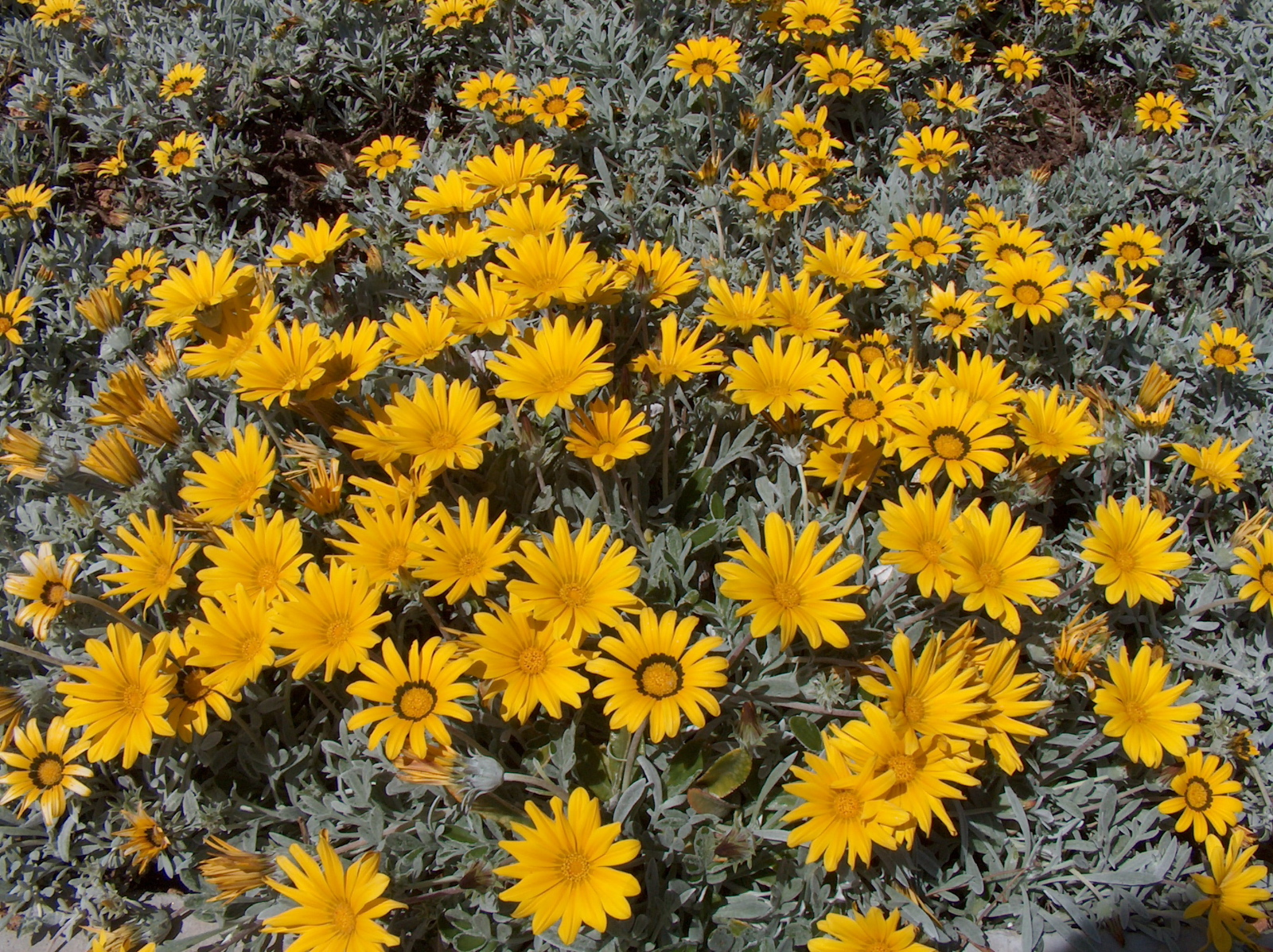
Pied de Gazania longiscapa.
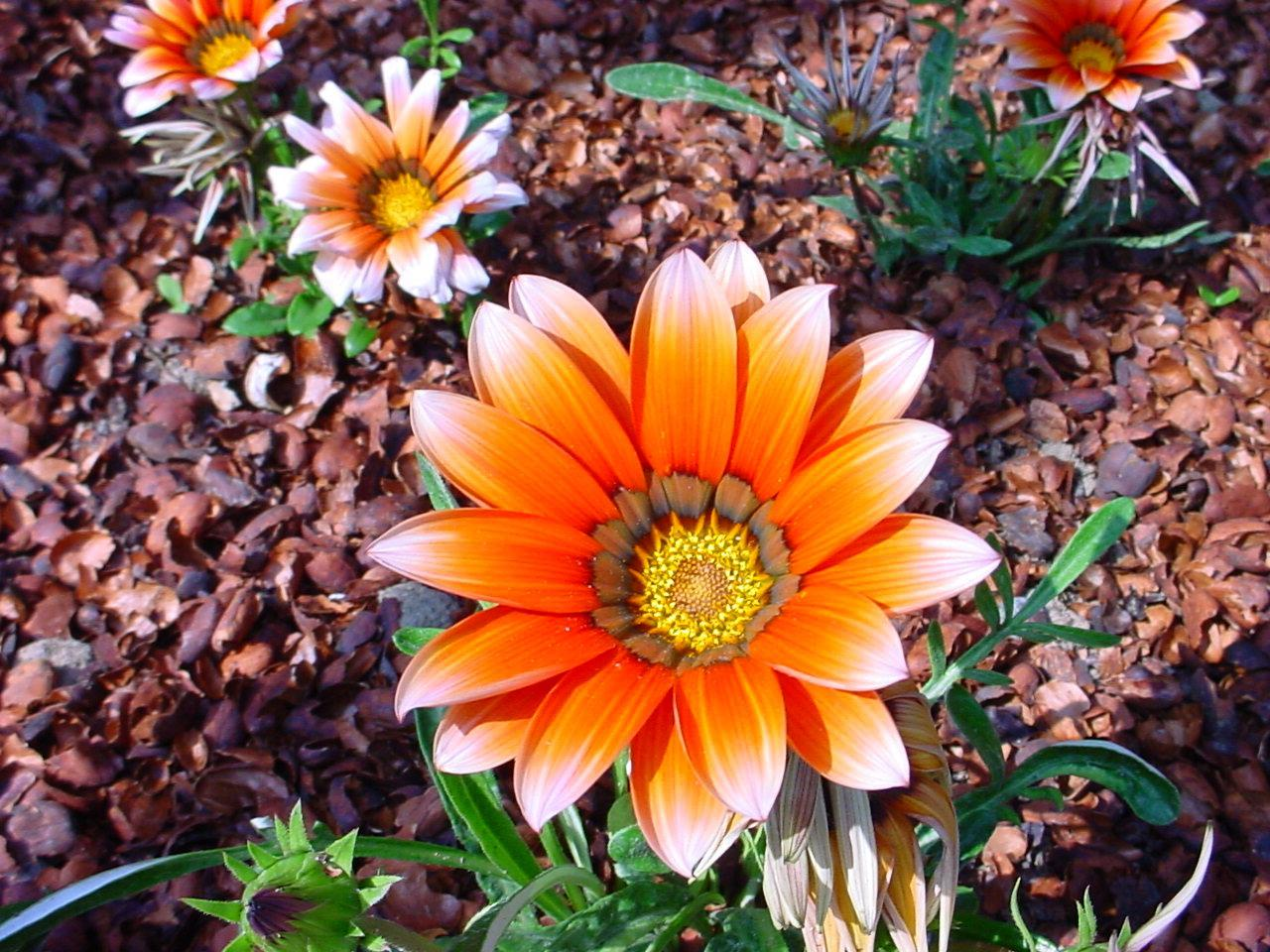
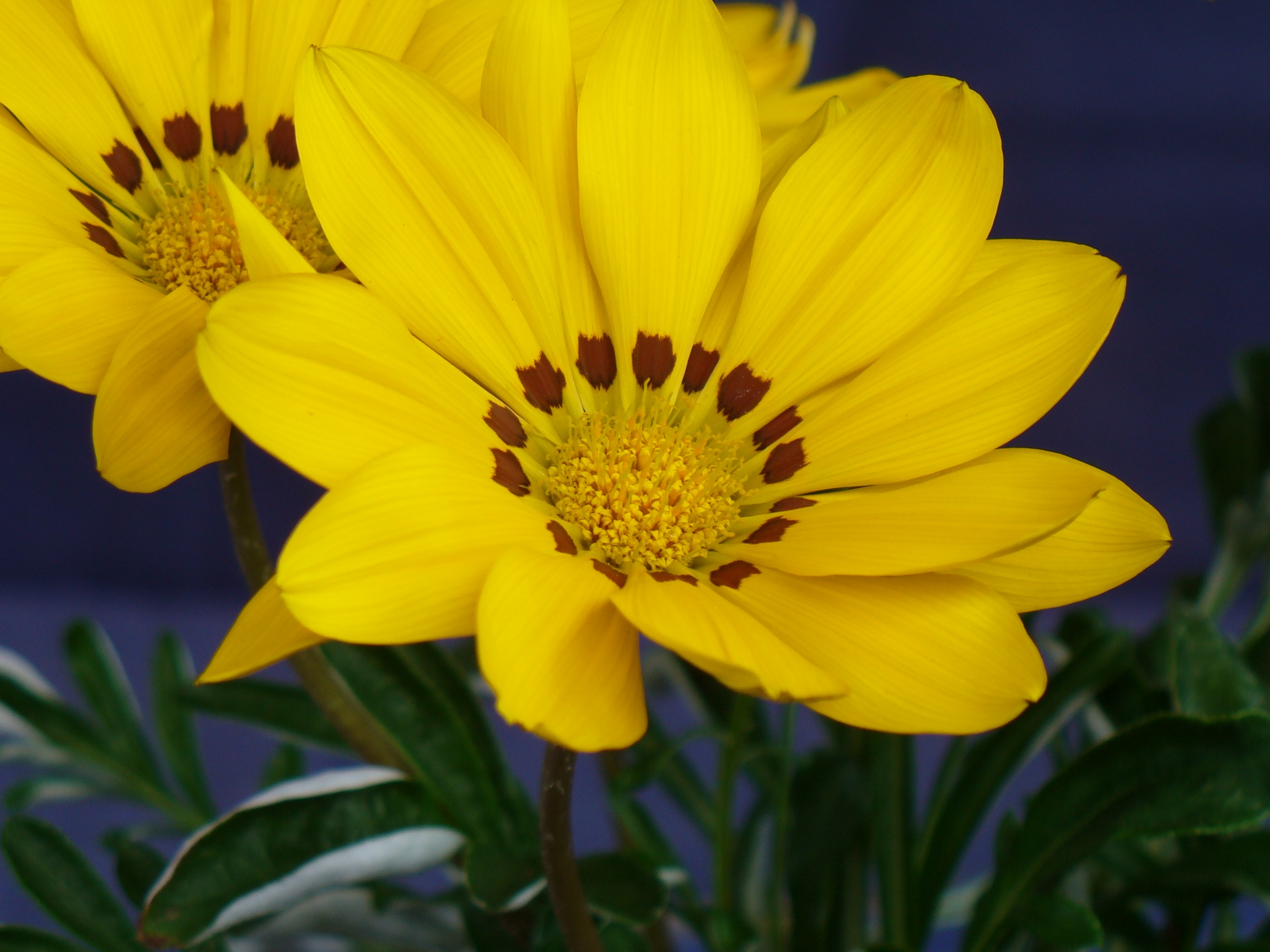
Fleur de Gazania rigens.
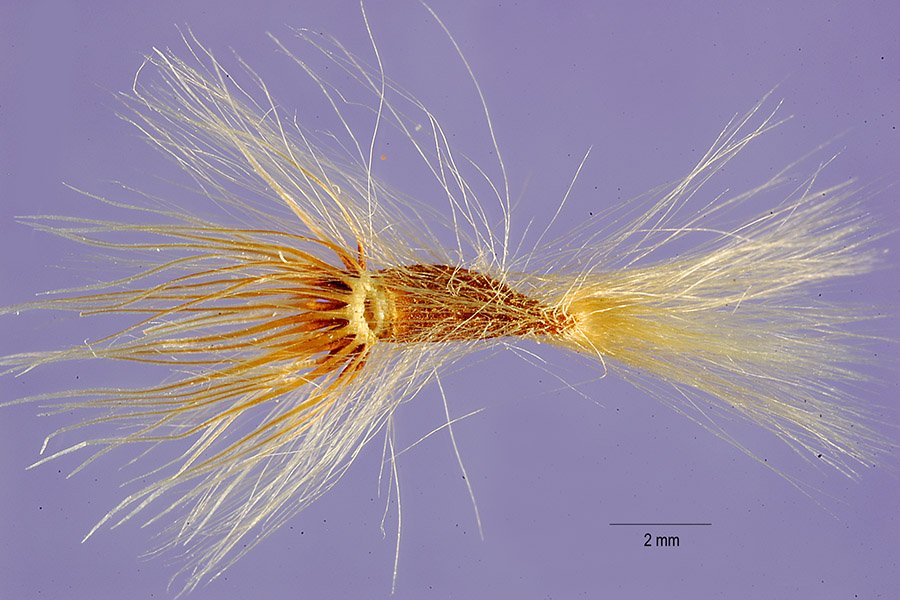
Akène de Gazania linearis.
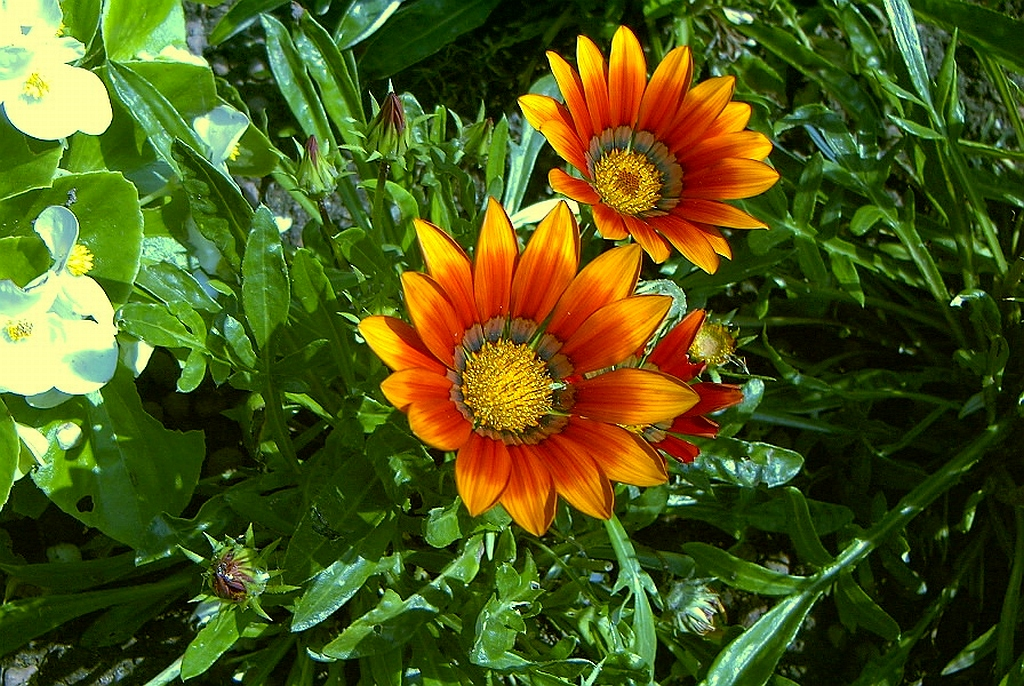
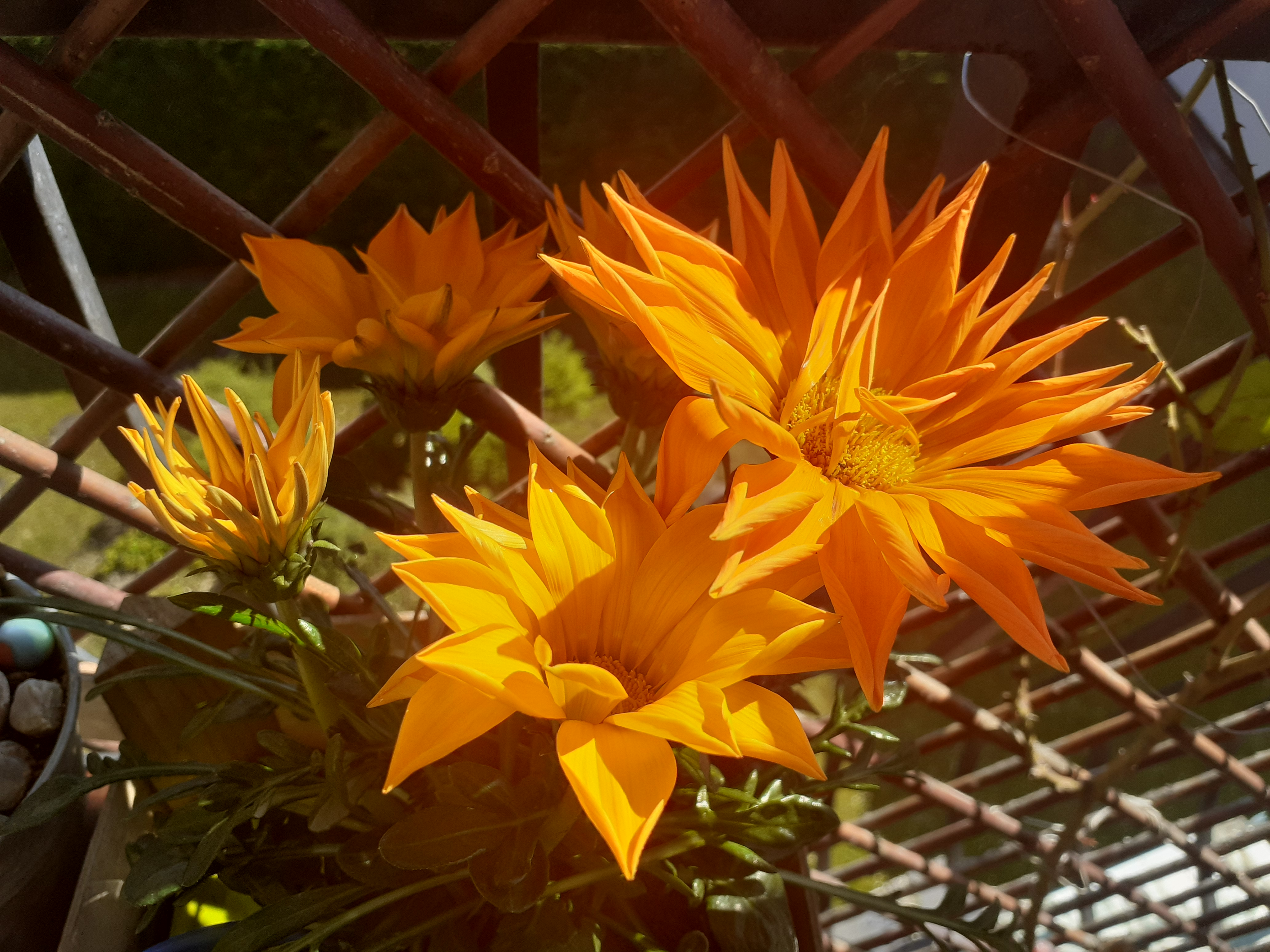
Exemple de Gazania cv à fleurs orangées.
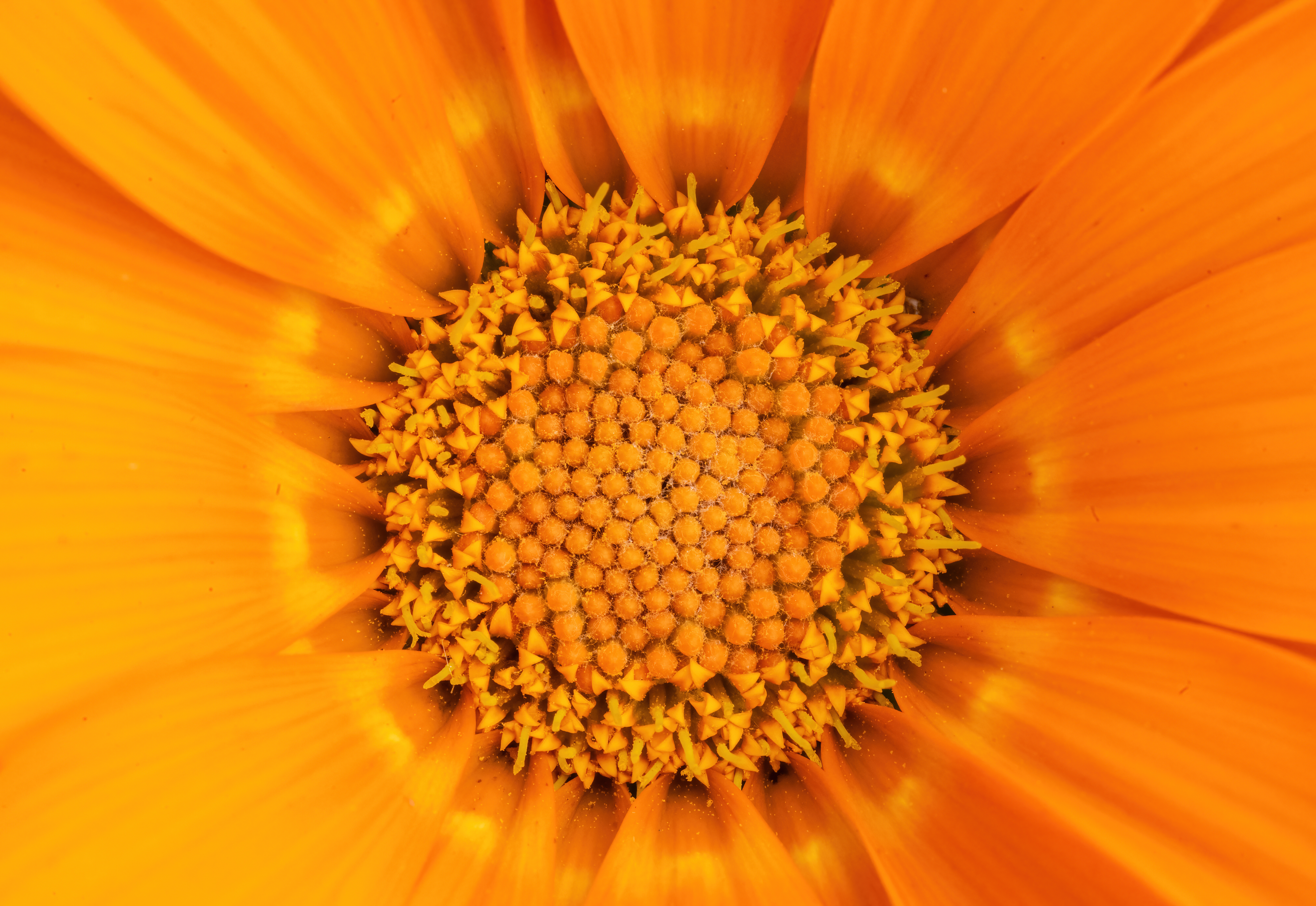
Capitule (botanique) de Gazania dont les deux types de fleurons en cours de floraison sont bien différentiables.